# Andrés Cubas
Andrés Cubas, né le 22 mai 1996 à Aristóbulo del Valle en Argentine, est un footballeur argentin, international paraguayen, qui évolue au poste de milieu de terrain aux Whitecaps de Vancouver en MLS.

## Biographie

### Parcours en club

#### Boca Juniors
Andrés Cubas fait ses débuts professionnels avec Boca Juniors en 2014, club qu'il rejoint à l'âge de 12 ans. 
En 2014, il dispute avec Boca les quarts de finale de la Copa Sudamericana. Il atteint ensuite en 2016 les demi-finale de la Copa Libertadores, en étant battu par l'équipe équatorienne de l'Independiente del Valle.

#### Delfino Pescara 1936
En 2017, il est prêté pendant six mois au Delfino Pescara 1936 en Italie, avec option d'achat.
Son passage à Pescara s'avère peu réussi, avec un seul et unique match disputé en Serie A, sur le terrain de l'Inter Milan.

#### Defensa y Justicia
Quelques mois plus tard, il est de nouveau prêté, au Defensa y Justicia, effectuant ainsi son retour en Argentine.

#### Talleres de Córdoba
En 2018, après une belle saison avec Defensa y Justicia, il s'engage libre au Talleres de Córdoba.

#### Nîmes Olympique
Le 2 juillet 2020, il est autorisé par le Talleres de Córdoba à quitter le club pour négocier son départ vers l'équipe du Nîmes Olympique évoluant en Ligue 1. Le 17 juillet 2020, il s'engage pour 4 saisons.

#### Whitecaps de Vancouver
Il quitte le Gard pour s’engager avec le club canadien des Whitecaps de Vancouver le 28 avril 2022. Il signe avec la franchise de Major League Soccer un contrat de quatre saisons en tant que joueur désigné.

### Parcours en sélection
En 2010, Andrés est convoqué avec l'équipe d'Argentine des moins de 15 ans par Oscar Garré. Bien qu'il ait participé à des matchs amicaux, il ne jouera aucun match officiel.
En 2015, il est convoqué avec l'équipe d'Argentine des moins de 20 ans pour la Coupe du monde de football des moins de 20 ans organisée en Nouvelle-Zélande. Lors du mondial junior, il joue trois matchs. Avec un bilan de deux nuls et une défaite, l'Argentine ne dépasse pas le premier tour.
Il obtient la nationalité Paraguayenne du côté de son père, originaire du pays. Andrés Cubas est alors sélectionné par Eduardo Berizzo et il dispute son premier match avec la sélection du Paraguay le 19 novembre 2019, contre l'Arabie saoudite qui se termine sans but.

## Statistiques

### En sélection nationale
| Saison                | Sélection             | Phases finales        | Phases finales | Phases finales | Phases finales | Éliminatoires CDM | Éliminatoires CDM | Éliminatoires CDM | Matchs amicaux | Matchs amicaux | Matchs amicaux | Total | Total | Total |
| Saison                | Sélection             | Compétition           | M              | B              | Pd             | M                 | B                 | Pd                | M              | B              | Pd             | M     | B     | Pd    |
| --------------------- | --------------------- | --------------------- | -------------- | -------------- | -------------- | ----------------- | ----------------- | ----------------- | -------------- | -------------- | -------------- | ----- | ----- | ----- |
| 2019-2020             | Paraguay              | -                     | -              | -              | -              | -                 | -                 | -                 | 1              | 0              | 0              | 1     | 0     | 0     |
| 2020-2021             | Paraguay              | Copa América 2021     | 3              | 0              | 0              | 2                 | 0                 | 0                 | -              | -              | -              | 5     | 0     | 0     |
| 2021-2022             | Paraguay              |                       | -              | -              | -              | 3                 | 0                 | 0                 | 2              | 0              | 0              | 5     | 0     | 0     |
| 2022-2023             | Paraguay              |                       | -              | -              | -              | -                 | -                 | -                 | 3              | 0              | 0              | 3     | 0     | 0     |
| 2023-2024             | Paraguay              | Copa América 2024     | 2              | 0              | 0              | 4                 | 0                 | 0                 | 2              | 0              | 0              | 8     | 0     | 0     |
| 2024-2025             | Paraguay              |                       | -              | -              | -              | 4                 | 0                 | 0                 | -              | -              | -              | 4     | 0     | 0     |
| Total sur la carrière | Total sur la carrière | Total sur la carrière | 5              | 0              | 0              | 13                | 0                 | 0                 | 8              | 0              | 0              | 26    | 0     | 0     |

## Palmarès
Boca Juniors
- Champion d'Argentine en 2014-2015 et 2016-2017.
- Finaliste de la Supercoupe d'Argentine en 2016.

 Whitecaps de Vancouver
- Vainqueur du Championnat canadien en 2022 et 2023.